# Большая Гниловка (верхний приток Кобры)
Большая Гниловка — река в России, протекает в Нагорском районе Кировской области. Устье реки находится в 85 км по левому берегу реки Кобра. Длина реки составляет 11 км.
Исток реки в 8 километрах к северо-востоку от посёлка Крутой Лог (Синегорское сельское поселение) и в 37 км к северу от посёлка Нагорск. Река течёт на северо-запад по ненаселённому сильно заболоченному лесу. Протекает болота Безымянное, Гриловское. Впадает в боковую протоку Кобры напротив села Синегорье (центр Синегорского сельского поселения).

## Данные водного реестра
По данным государственного водного реестра России относится к Камскому бассейновому округу, водохозяйственный участок реки — Вятка от истока до города Киров, без реки Чепца, речной подбассейн реки — Вятка. Речной бассейн реки — Кама.
По данным геоинформационной системы водохозяйственного районирования территории РФ, подготовленной Федеральным агентством водных ресурсов:
- Код водного объекта в государственном водном реестре — 10010300212111100031044
- Код по гидрологической изученности (ГИ) — 111103104
- Код бассейна — 10.01.03.002
- Номер тома по ГИ — 11
- Выпуск по ГИ — 1